# Mapfre RE
A Mapfre RE é uma companhia de resseguro do grupo espanhol Mapfre. A publicação AM BEST’s Top 35 Global Reinsurance Groups, de agosto de 2007, aponta a Mapfre RE como uma das 20 maiores companhias de resseguro do mundo, sendo líder na Espanha e na Ibero-América.
Desde sua fundação em 1982, cresceu mundialmente criando filiais em outros países e fazendo aquisições, de empresas como a Reaseguradora Hemisferica (Colômbia), CIAR (Bélgica) e Caja Reaseguradora (Chile).

## Atuação
A Mapfre RE não se detém apenas a fazer o resseguro das operações das segurados do grupo Mapfre. Em 2007, por exemplo, 64% dos prêmios subscritos eram de contratos firmados com companhias não-vinculadas.
Mantém relação com seguradores diretos em quase todo o mundo, e possuí diversas escritórios e sucursais espalhadas pela Europa e Américas, em países como EUA, Brasil, Alemanha, México, Argentina, Portugal, Itália, Reino Unido, Canadá e Chile, além de um ressegurador em Manila, nas Filipinas.

### Brasil
No Brasil, a companhia estabeleceu um escritório em São Paulo, no ano de 1996. Como nesta época, o mercado de resseguro era monopólio do IRB-Brasil Re., a sua atuação limitou-se a assessoria e acompanhamento das mudanças regulatórias.
Em 2008, após a abertura do mercado de resseguro no país, anunciou que atuaria como ressegurador local, com a companhia Mapfre Re do Brasil Companhia de Resseguro (com capital totalmente próprio) e também cadastraria-se como ressegurador eventual.

## Capital
Seu capital esta, em mais de 80%, nas mãos da Mapfre S/A, mas, segundo dados do final de 2006, com participação minoritárias de Shelter Mutual Insurance Co., Ecclesiastical Insurance, Societá Cattolicadi Assicurazione, Vaudoise Assurances Holding e MAAF Assurances.